# Philippe Monthaye
Philippe Monthaye est un musicien et auteur-compositeur-interprète franco-autrichien, né en 1977.

## Biographie
Ses premiers émois musicaux, c'est par le jeu vidéo qu'ils viendront ; à l'âge de 11 ans, il apprend la guitare en autodidacte, et, pour pratiquer l’instrument, il s’entraîne en regardant la télévision le son coupé. Afin de financer sa première guitare, il est obligé de revendre sa console.
En 1992 il rencontre Mathieu Cesarsky. Ensemble, ils montent diverses formations pop-rock, Zarathustra, Lowlita, avec qui ils feront quelques concerts en banlieue parisienne. Puis, en 2000, avec la venue de O dit Olivier Marguerit, ils montent (Los) Chicros. Le groupe prend alors une tournure plus indie-pop et électro. Repéré en 2002 par le label Records Makers, ils sortent leur premier titre Walking Backwards sur la compilation I Hear Voices. S’ensuivent quatre albums, Too Cool For School (2005), Sour Sick Soul (2007), Radiotransmission (2009) et enfin Chicroddities en 2020. 
Ils enregistrent en 2006 un album inédit avec DJ Mehdi, les Chicros Sessions.
Le groupe tournera jusqu’en 2012, avec un dernier concert à l’Église Sainte Eustache.
En 2013, il monte Prophet Mountains avec Florence Villeminot pour lequel ils enregistrent le EP « Phantom Pain » (2015)  et l’album We Had No Model (2023) sur le label Sand Music. 
De 2018 à 2021 il co-compose les morceaux du spectacle Guillaume Meurice dans les Disruptives, dans lequel, à la basse, il joue un rôle de hipster en freelance. 
Parallèlement à ses activités de groupe, il compose des bandes originales pour la télévision, le théâtre, l'art contemporain et le cinéma, parmi lesquelles la BO de la série d'animation Crisis Jung, Lastman ou plus récemment au cinéma Mars Express de Jérémie Périn qui a été en sélection et en compétion dans de nombreux festivals tels que Annecy, Les Césars ou Le festival de Cannes.  
Il remporte en septembre 2024 un deuxième European Animated Award (Un Emile) de la meilleure B.O pour Mars express. 

## Filmographie

### Cinéma
- La Question humaine (segment Les Hurleurs) de Nicolas Klotz (2007)
- Une pure affaire (segment Les Petits Sacs) de Alexandre Coffre (2011)
- Boum Boum de Laurie Lassalle (2022)
- Mars Express (avec Fred Avril) de Jérémie Périn[12] (2023)
- Forêt Rouge de Laurie Lassalle (2025)

### Télévision
- Eau Forte réalisé par Lucie Duchêne[13] (France Télévisions/2012)
- Merci Satan (E01 & 04) réalisé par Jérémie Périn [11](Mondo/2013)
- Anissa 2002 (avec Fred Avril) réalisé par Fabienne Facco [14](France Télévisions/2015)
- Lastman S01 (avec Fred Avril) réalisé par Jérémie Périn (France Télévisions/2016)
- Avaler réalisé par Marie-Gabriel Fabre [15](France Télévisions/2018)
- Crisis Jung réalisé par Jérémie Hoarau et Baptiste Gaubert (Netflix/2020)
- C'est moche, c'est sale, c'est dan le vent par Emilie Valentin et Guillaume Meurice[16] (France Télévisions/2020)
- Lastman S02 (avec Fred Avril ) réalisé par Jérémie Hoarau (France Télévisions/2022)
- Dangereux à Perpétuité réalisé par Frédérique Lantieri (France Télévisions/2023)
- Origami l'hebdo réalisé par Guillaume Brindon (Twitch/2023)
- Nastassja Kinski, Une Vie à Soi réalisé par Marie-Gabrielle Fabre (Arte/2024)

### Radio
- La Dernière de Guillaume Meurice (Radio Nova/2024)

## Théâtre
- Avec Guillaume Meurice, dans le spectacle The Disruptives (2018-2021)[10]
- Neige qui pique de Sabrina Bus par la Compagnie Véhicule (2024-2025)

## Exposition
- Minus de Christoph Büchel (Exposition Dyonisac au Centre Pompidou 2002)
- Extrudia 3D (avec Fred Avril) réalisé par José Éon (rétrospective Anita Molinero au Musée d'Art Moderne de Paris 2021)
- Dracula : Immersion dans les Ténèbres (avec Fred Avril) réalisé par Christophe (Festival international de la bande dessinée d'Angoulême 2024)

## Jeux vidéo
- SNCF Voyage PC par Madteam  (2005)
- Trucker's Delight sur App Store par Mobigame (2010)
- Éclipse The Cat par Etienne Périn (2025)

## Discographie

### Avec (Los) Chicros

#### Singles
- Back In The Wild (2005) sur Pôle Nord[17]
- Diskonoise (2006) sur Twin Fizz [18]
- What's New Today on TV ? (2009) sur Chicrodelic[19]
- Within You (2011) sur Chicrodelic[20]

#### Albums
- Too Cool for School  (2005) sur Pôle Nord[3]
- Sour Sick Soul  (2007) sur Twin Fizz[4]
- Radiotransmission (2009) sur Chicrodelic[5]
- Chicroddities (2020) sur Chicrodelic[6]

#### Compilations
- What I've Done sur Beautiful Muzique Version 2.0 (2002) sur UCMG France[21]
- Walkin Backwards sur I Hear Voices (2002) sur Records Makers[2]
- You really Got Me sur La Musique de Paris Dernière (2006) sur Naïve[22]
- New Orleans sur Voyage : Facing The History Of French Modern Psychedelic Music (2008) sur Pan European Recording[23]
- What Should I lie About sur Voyage II : Mort Pour La France. French Underground Voodoo Music (2011) sur Pan European Recording[24]

### Avec Prophet Mountains

#### Albums
- Phantom Pain [25] sur Sand Music (2015)
- We Had No Model sur Sand Music (2023)

### Avec Avril & Monthaye

#### Albums
- Lastman O.S.T sur Everybody on Deck (2017)[26]
- Lastman Heroes sur Everybody on Deck/Milan Music/Sony (2022)
- Mars Express sur Everybody on Deck/Milan Music/Sony (2023)

### En solo

#### Albums
- Boum boum (Chicrodelic 2022)

## Distinctions
- European Animation Awards 2017 : Emile Award de la  meilleure bande originale pour une production télévisuelle pour Lastman[27]
- European Animation Awards 2024 : Emile Award de la  meilleure bande originale pour le film mars Express)